# Paul Sharma
Paul Sharma (Londres, 10 de julio de 1989) es un actor y bailarín británico conocido por haber interpretado a Rajiv en Roger Roger y a A.J. Ahmed en la serie EastEnders.

## Biografía
Sharma es hijo de indios guyaneses hinduistas. 
Cuando tenía seis años de edad, su familia se mudó de Londres a Bassaleg ―un suburbio de Newport (Gales del Sur)―.
Estudió en el Bassaleg Comprehensive, en Pontypool College y en la Guildford School of Acting.

## Carrera
Entre 1998 y 2003 interpretó a Rajiv en la serie Roger Roger.
En 2001 apareció como invitado en la serie británica The Office, donde interpretó a Sanj.
En 2005 apareció en la serie médica Doctors donde dio vida a Timothy Webster.
En 2007 apareció como invitado en la serie Gavin and Stacey donde interpretó a Achmed, el exprometido de Stacey (Joanna Page). Ese mismo año apareció en la serie policíaca The Bill donde interpretó a Alex Shah durante el episodio n.º 486 anteriormente había aparecido por primera vez en la serie cuando interpretó a Raj Sharma en el episodio «Sorted» (en 2000).
En 2009 apareció en un episodio de la exitosa serie de espías Spooks donde interpretó a Harish Dhillon.
En 2011 interpretó al detective sargento James Stern en la serie Silent Witness. Ese mismo año apareció como invitado en la serie médica Casualty donde interpretó a Damon Lynch en los episodios «Next of Kin: Part 1» y «Sanctuary», anteriormente en 2003 interpretó a Vinnay Ramdas en seis episodios y en 1995 a Rashid Ali en el episodio «Turning Point».
El 9 de julio de 2012 se unió al elenco de la serie británica EastEnders, donde interpretó a A.J. Ahmed, el hermano de Masood Ahmed, hasta el 10 de enero de 2014.

## Filmografía[6]
- Series de Televisión:

| Año         | Título                      | Personaje          | Notas                                             |
| ----------- | --------------------------- | ------------------ | ------------------------------------------------- |
| 2012 - 2014 | EastEnders                  | AJ Ahmed           | 91 episodios                                      |
| 2012        | Hunted                      | Umair Qassani      | episodio "Polyhedrus"                             |
| 2011        | Silent Witness              | Hames Stern        | 2 episodios                                       |
| 2009        | Spooks                      | Harish Dhillon     | episodio # 8.7                                    |
| 2009        | Home Time                   | Darren Barwick     | episodio # 1.6                                    |
| 2007        | Gavin & Stacey              | Achmed             | episodio # 1.5                                    |
| 2007        | Life on Mars                | Ravi Gandhi        | episodio # 2.6                                    |
| 2007        | The Bill                    | Alex Shah          | episodio # 486                                    |
| 2006        | Ultimate Force              | Benali             | episodio "The Dividing Line"                      |
| 2006        | Dalziel and Pascoe          | Imad Abdullah      | 2 episodios                                       |
| 2005        | Meet the Magoons            | Paul               | 6 episodios                                       |
| 2005        | Doctors                     | Timothy Webster    | 4 episodios                                       |
| 2004        | Swiss Toni                  | -                  | episodio "Depression"                             |
| 2004        | Bodies                      | Darpak Gill        | episodio # 1.5                                    |
| 1998 - 2003 | Roger Roger                 | Rajiv              | 16 episodios                                      |
| 2003        | Casualty                    | Vinnay Ramdas      | 6 episodios                                       |
| 2003        | Clocking Off                | Sarfraz Usmani     | episodio # 4.5                                    |
| 2003        | The Last Detective          | Shivraj            | episodio "Lofty"                                  |
| 2002        | Comedy Lab                  | Paul               | episodio "Meet the Magoons"                       |
| 2001        | The Bench                   | Ranjit             | -                                                 |
| 2001        | The Office                  | Sanj               | episodio "Downsize"                               |
| 2000        | Animated Tales of the World | Raja               | episodio "Podna and Podni: A Story from Pakistan" |
| 1999        | Maisie Raine                | Conductor de Bus   | episodio "Can't See for Looking"                  |
| 1998        | Unfinished Business         | Gerente del Teatro | episodio # 1.2                                    |
| 1996        | Acussed                     | Mukesh Gupta       | episodio "Mukesh"                                 |

- Películas:

| Año  | Título                          | Personaje               | Notas                                                                                                  |                                                                |
| ---- | ------------------------------- | ----------------------- | --- | -------------------------------------------------------------- |
| 2012 | ShopGirl Blog                   | Raf                     | corto - junto a Blake Harrison, Katy Wix, Annette Badland, Davood Ghadami, Leila Hoffman & Jeff Leach  |                                                                |
| 2009 | Whatever It Takes               | Reportero               | junto a Ron Cook, Stefan D'Bart, Lucy Gaskell & Shane Richie                                           |                                                                |
| 2006 | Children of Men                 | Ian                     | junto a Chiwetel Ejiofor, Julianne Moore & Danny Huston                                                |                                                                |
| 2004 | Every Time You Look at Me       | Doctor                  | junto a Lindsey Coulson, Stuart Laing & Adjoa Andoh                                                    |                                                                |
| 2000 | It Was an Accident              | -                       | junto a Chiwetel Ejiofor, Max Beesley, Nicola Stapleton, Hugh Quarshie, Thandie Newton & Johnny Harris |                                                                |
| 1997 | A to Z: The Life Cycle of a Car | Jamie                   | corto - junto a George Antoni, Tom Geoghegan, James Hicks & Lorelei King                               |                                                                |
| 1996 | Roger Roger                     | Rajiv                   | junto a Sally Dexter, Ricci Harnett, Anthony Head & Terence Maynard                                    |                                                                |
| 1993 | Wild Justice                    | Asistente de Ali Hassan | junto a Roy Scheider, Christopher Buchholz, Ted McGinley & Sam Wanamaker                               |                                                                |
| 2013 | Gravity                         | Shariff                 | align="center"                                                                                         | junto a Sandra Bullock,George Clooney Ed Harris y Paul Sharma. |
| -    | The Drop                        | Paul Westend            | - |                                                                |
| -    | The Drive                       | Mumtaz                  | - |                                                                |

- Teatro:

| Año  | Obra                        | Personaje         | Director (a)    | Teatro                      |
| ---- | --------------------------- | ----------------- | --------------- | --------------------------- |
| 2010 | Boiling Frogs               | -                 | Alex Hassell    | Southwark Playhouse Theatre |
| -    | Ramayana                    | Rama              | David Farr      | -                           |
| -    | Macbeth                     | Lennox            | Mark Rylance    | -                           |
| -    | Metropolis Kabarett         | -                 | Henry Goodman   | National Theatre            |
| -    | Sparkle Shark               | Shane             | Terry Johnson   | National Theatre            |
| 2003 | Rat Pack Confidential       | Sammy Davis Jr    | Giles Croft     | Whitehall Theatre           |
| -    | Honk                        | Stephen           | Julie McKenzie  | -                           |
| -    | Inner City                  | Robin             | -               | Holborn Link Theatre        |
| -    | Do Yer Eat With Yer Fingers | Varios Personajes | Indhu Rubasingh | Strarford East              |
| -    | Borders of Paradise         | Cot               | Lou Stein       | Watford Palace              |
| -    | Peter Sellers is Dead       | Varios Personajes | Anil Gupta      | -                           |
| -    | Godspell                    | Judas             | Ed Wilson       | -                           |
| -    | Squealin' Like a Pig        | Sidhu             | Joanne Reed     | -                           |
| -    | Bertie                      | Drake Brokenbird  | Stephen Tate    | Alexandra Theatre           |
| -    | The Ballad of Billy Earp    | Jas               | Jon Treavor     | Foundry Theatre             |
| -    | Little Red Riding Hood      | Weasel            | Jeff Teare      | Stratford East Theatre      |